# Distretto di Suan Phueng
Il distretto di Suan Phueng (in thailandese: สวนผึ้ง) è un distretto (amphoe) della Thailandia, situato nella provincia di Ratchaburi.